# Пшеничники (Івано-Франківський район)
Пшени́чники — село Івано-Франківського району Івано-Франківської області. Входить до складу Тисменицької міської громади.
Колишні назви — Перенесники, Пшенеснікі.
Невеличке село, що розкинулося по правому боці річки Ворона, яка взяла свою назву від кольору її води.

## З новітньої історії
За даними облуправління МГБ у 1949 р. у Тисменицькому районі підпілля ОУН найактивнішим було в селах Вільшаниця, Милування і Пшеничники.
Поблизу села розкопками зафіксоване масове поховання закатованих жертв сталінських репресій. За результатами експертизи, яку зробив член «Меморіалу», колишній судово-медичний експерт, Омелян Левицький, там було знайдено понад 600 людей. Як припускають дослідники, поховання походить з 1939–1941 рр. Велика кількість останків закатованого мирного населення без одягу разом із десятками дитячих черепів, у тому числі немовлят, свідчить про ще один кривавий злочин комуністичного режиму. Розкопки розпочалися 14 вересня 2010 р. Криміналістична експертиза фрагментів 11-ти останків, переданих міліцією для встановлення їхнього віку в місцевий медуніверситет, визначила їх як останки давніх жителів краю — від неоліту до часів Галицької Русі (від кількох тисяч до п’ятисот років тому). Судово-медичний експерт-криміналіст Омелян Левицький, котрий проводив офіційну експертизу останків жертв сталінського режиму в «Дем’яновому Лазі» і загалом зробив висновок судово-медичної експертизи понад двом тисячам людських останків закатованих у в області та в Україні відзначив, що твердження про трипільців суперечить багатьом іншим ознакам, зокрема  в деяких останках виявлено навіть сучасні зубні пломби.  Голова «Батьківщини» в облраді Юрій Романюк вступився за науковців медуніверситету: «На якомусь етапі відбулася свідома підміна доказів. Замість залишків людських фрагментів тіл, похованих у 1940-50 роках, у медуніверситет попали якісь невідомі залишки трипільської культури». 
Івано-Франківська обласна рада не визнала належність результатів експертизи, постановивши вважати найдені рештки жертвами НКВС і запропонувала поховати їх за християнським обрядом. Знайдені рештки людей зберігалися кілька років в активістів «Меморіалу» в невідомому місці, оскільки міліція неодноразово намагалась вилучити їх. Панахида та перепоховання останків відбулися 9 травня 2013 року.
Повстанці боролись до середини 1950-х років.
Також жителі села шанують пам'ять про повстанців-борців проти комуністичного режиму.